# Brănești (Gorj)
Pour les articles homonymes, voir Brănești.
Brănești est une commune du județ de Gorj en Roumanie.